# Square du 21-Avril-1944
Le square du 21-Avril-1944 est un espace vert du 18e arrondissement de Paris, dans le quartier de Chapelle international.

## Situation et accès
Le jardin est desservi par la ligne 12 du métro et la ligne 3b du tramway d'Île-de-France à la station Porte de la Chapelle.

## Origine du nom
Le parc rend un double hommage : la date de l'ouverture au droit de vote des femmes en France, mais également la date du bombardement du 21 avril 1944, dont l'infirmière Suzanne Leclézio et la peintre Yvonne Ziegler travaillant dans le quartier furent des héroïnes pendant la Résistance.

## Historique
Cet espace vert a été créé par décision du conseil du 18e arrondissement et du Conseil de Paris.

## Bâtiments remarquables et lieux de mémoire
- Le quartier de Chapelle international
- La rue Pierre-Mauroy
- La rue des Cheminots
- La rue Eva-Kotchever
- L'allée Lydia-Becker
- L'allée Léon-Bronchart
- Le passage du Gué